# Gorgonia capensis
Gorgonia capensis is een zachte koraalsoort uit de familie Gorgoniidae. De koraalsoort komt uit het geslacht Gorgonia. Gorgonia capensis werd in 1900 voor het eerst wetenschappelijk beschreven door Hickson. 